# Freedom Records
Freedom records was een Brits platenlabel, waarop jazz en dan vooral free jazz uitkwam. Het was een sublabel van Black Lion Records van producer Alan Bates. De platen werden in het begin van de jaren zeventig gedistribueerd door Polydor en Transatlantic Records. Het label werd uiteindelijk overgenomen door Arista Records.
Musici op het label waren onder meer Albert Ayler en Don Cherry, Marion Brown, Charles Tolliver, Gato Barbieri en Dollar Brand, Randy Weston, Cecil Taylor, Oliver Lake, Roland Hanna, Dewey Redman, Mal Waldron, Archie Shepp, Jan Garbarek, Stéphane Grappelli, Miroslav Vitouš, Ornette Coleman, de pianist Paul Bley en Anthony Braxman.